# Kehys-Kainuu

Lage der Verwaltungsgemeinschaft Kehys-Kainuu in Finnland

Die Verwaltungsgemeinschaft Kehys-Kainuu (finnisch Kehys-Kainuun seutukunta) ist eine von zwei Verwaltungsgemeinschaften (seutukunta) in der finnischen Landschaft Kainuu. Zu ihr gehört der nordöstliche Teil von Kainuu. Sie umfasst eine Fläche von 15.435,04 km² mit 26.207 Einwohnern.
Zur Verwaltungsgemeinschaft Kehys-Kainuu gehören folgende vier Städte und Gemeinden:
- Hyrynsalmi
- Kuhmo
- Puolanka
- Suomussalmi